# Didelphis aurita
Didelphis aurita là một loài động vật có vú trong họ Didelphidae, bộ Didelphimorphia. Loài này được Wied-Neuwied mô tả năm 1826.

## Hình ảnh

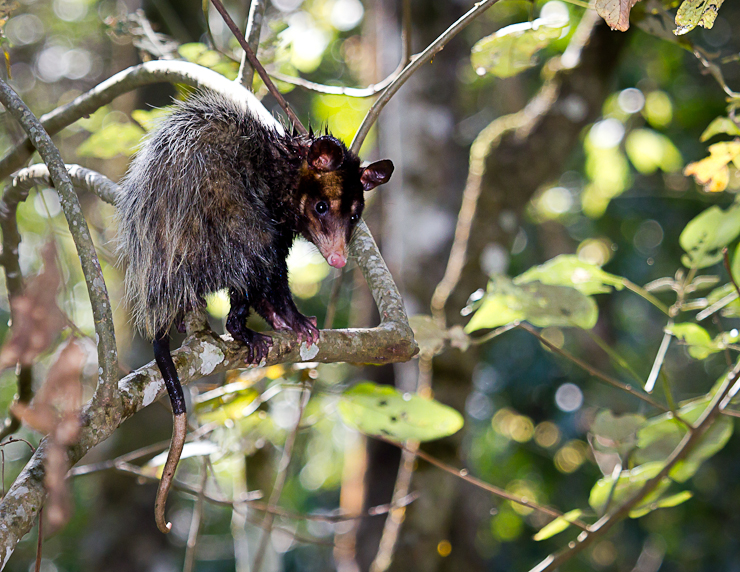
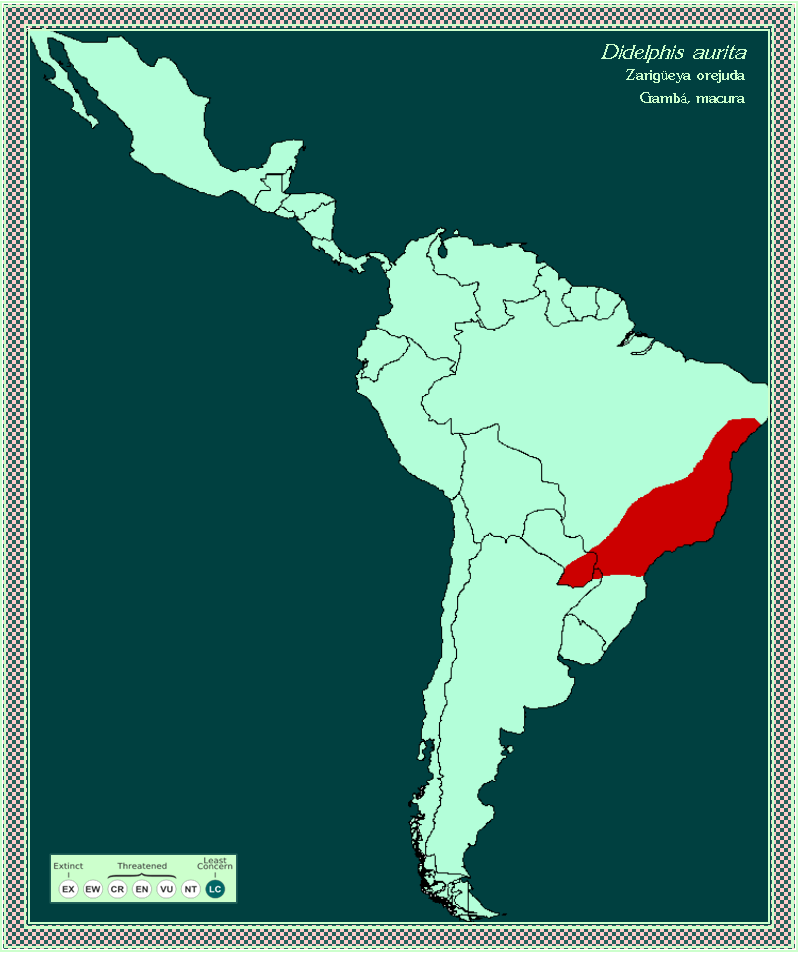
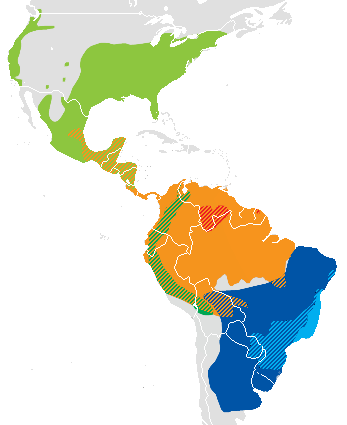
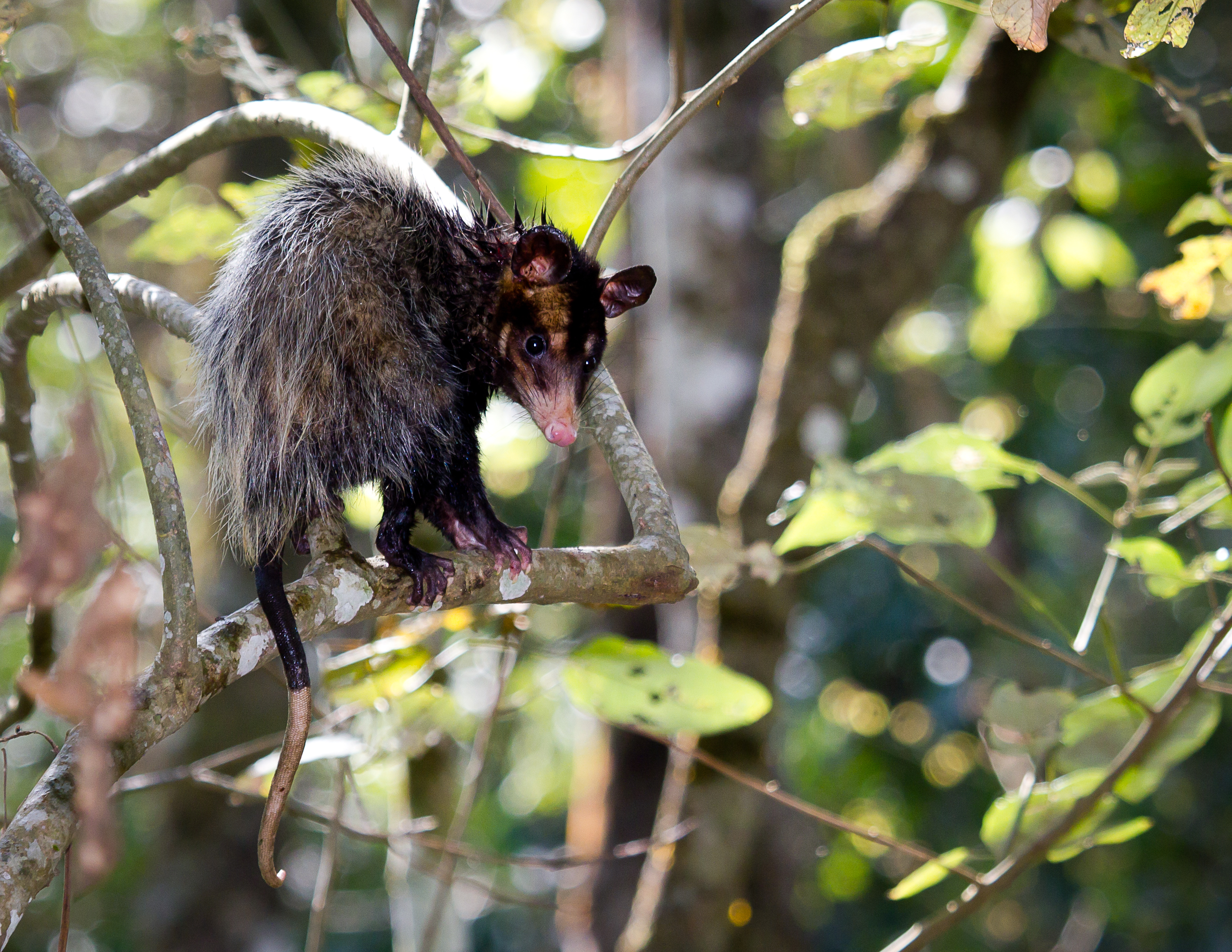